# TVI Internacional
Televisão Independente Internacional (TVI Internacional) es el tercer canal de televisión internacional portugués después de RTP Internacional y SIC Internacional. Pertenece al grupo de comunicación portugués TVI.
El canal va dirigido a las comunidades portuguesas afincadas en el extranjero. Su programación está compuesta por programas de TVI y TVI 24, teniendo también algunos programas de producción propia.
El canal inició sus emisiones el 30 de mayo de 2010 a las 20:00 con la emisión de Jornal Nacional, los informativos de TVI, a continuación se emitió una gala dedicada a los 50 años de carrera del actor portugués Nicolau Breyner.

## Cobertura
Sus emisiones comenzaron el 30 de mayo de 2010 exclusivamente para los clientes del operador de pago ZAP Angola.
El 17 de marzo de 2011 comenzaron las emisiones en pruebas para Europa a través del satélite Hispasat 1D en 30° Oeste, estando por primera vez disponible en Portugal. Las emisiones están codificadas en MPEG4-H.264/MPEG-4 AVC (en su mayoría utilizado para emisiones en Alta Definición).
En el mes de junio de 2011, a TVI Internacional se introdujo en la oferta televisiva gratuita de la TDT de Andorra
A partir del 6 de febrero de 2012, comenzó a emitir en el operador P&T de Luxemburgo el 29 de febrero de 2012, fue introducido en la oferta de cable de Suiza a través del operador Naxoo en la región de Ginebra y Valais. Al principio del mes de abril, llegó a Francia en el operador Orange como canal de pago. El día 25 de septiembre comenzó a emitir en Canadá a través de Rogers Cable. El 14 de junio de 2013 llega a España y a los Estados Unidos. El 1 de octubre de 2015, llega al territorio del Reino Unido, siendo transmitida en Gran Bretaña e Irlanda del Norte.

En total, TVI Internacional se encuentra disponible actualmente en 15 países.

### Operadores por países
| País           | Operadora(s)                      |
| -------------- | --------------------------------- |
| Andorra        | SomTV                             |
| Australia      | Luso Vision                       |
| España         | Movistar+                         |
| Angola         | Zap TV Cabo Angola                |
| Cabo Verde     | BOOM TV CV Multimedia             |
| Canadá         | Rogers Cable Fiber                |
| Estados Unidos | Dish Network                      |
| Francia        | Orange Free SFR                   |
| Luxemburgo     | Eltrona Lux GSM Tango             |
| Mozambique     | Zap Star Times TV Cabo Moçambique |
| Mónaco         | Monaco Telecom                    |
| Nueva Zelanda  | Luso Vision                       |
| Suiza          | Naxoo                             |
| Reino Unido    | Roku                              |